# Cristian Villagra
Cristian  Carlos Villagra (Morteros, 27 de dezembro de 1985) é um futebolista ítalo-argentino que atua como Lateral-esquerdo pelo Metalist Kharkiv.

## Carreira
Revelado pelo Rosario Central em 2005 o jogador chegou ao River Plate em 2007 para substituir o lateral Mareque que foi para Independiente. Em 2010 assinou com o time ucraniano Metalist Kharkiv.

## Títulos
| Temporada     | Clube       | Campeonato                      |
| ------------- | ----------- | ------------------------------- |
| Clausura 2008 | River Plate | Campeonato Argentino de Futebol |